# David McDonnell
David McDonnell (* 11. Oktober 1971) ist ein irischer Snookerspieler. Insgesamt 12 Jahre spielte er als Profi in den 1990er und 2000er Jahren auf der Snooker Main Tour.

## Karriere
Kurz vor seinem 18. Geburtstag nahm David McDonnell erstmals an einem Qualifikationsturnier für die Profitour teil. Im Jahr darauf erreichte er bei der U21-Weltmeisterschaft das Viertelfinale. Als zur Saison 1991/92 die Profiturniere für alle Spieler freigegeben wurden, begann er seine Snookerkarriere. Gleich bei seinem ersten Turnier, dem Dubai Classic, erreichte er die Profirunde der Letzten 128. Bei der UK Championship überstand er ebenfalls die Amateurqualifikation und besiegte dann den ehemaligen Weltranglistenzweiten John Spencer mit 6:0. Er gewann auch noch gegen den Australier John Campbell und mit einem umkämpften 9:8 gegen die Nummer 24 der Weltrangliste Silvino Francisco schaffte er es bis ins Hauptturnier der Letzten 32 in der Guild Hall von Preston. Noch zwei weitere Male, darunter bei der Weltmeisterschaft, kam er unter die Letzten 128. Damit belegte er nach seinem ersten Jahr Platz 96 der Weltrangliste und ersparte sich dadurch im Weiteren die meisten Qualifikationsrunden. 
Im zweiten Jahr begann er erneut mit einem Erfolg beim Dubai Classic und erreichte auch da die Runde der Letzten 32. Der Weltranglisten-25. Peter Francisco war einer der Spieler, gegen die er gewann. Danach folgten allerdings viele schwächere Ergebnisse, darunter 7 Auftaktniederlagen. Zweimal erreichte er noch die Runde der Letzten 96. In der Saison 1993/94 gab es nicht so viel Erstrundenniederlagen, die Runde der Letzten 64 bei der UK Championship war aber auch sein bestes Ergebnis. Damit pendelte er um Platz 100 der Weltrangliste und machte keine Fortschritte. 1994/95 kam er bei den Ranglistenturnieren sogar kein einziges Mal über die Letzten 128 hinaus. Nur bei der Bensons & Hedges Championship, einem Turnier ohne die Top-16-Spieler, erreichte er die Runde der Letzten 64. Trotzdem hatte die Saison für ihn noch einen besonderen Höhepunkt: In der ersten Runde der British Open 1995 gelang ihm ein Maximum Break. Dies war überhaupt erst das 16. offizielle 147-Punkte-Break im Profisnooker. Im Jahr darauf wiederholte er den Drittrundeneinzug beim Bensons-&-Hedges-Turnier, bei den 6 ersten Ranglistenturnieren schied er aber in der ersten Runde aus. Bei den British Open 1996 erreichte er im vorletzten Turnier der Saison endlich wieder die Letzten 64 eines Ranglistenturniers. Trotzdem rutschte er bis auf Platz 162 ab. Und als er in der Saison 1996/97 nur noch 6 Matches in den unteren Qualifikationsrunden gewann und gar nicht mehr unter die Letzten 128 kam, fiel er noch weiter zurück.
Da zur Saison 1997/98 das Spielerfeld in eine Main Tour und eine zweitklassige UK Tour aufgeteilt wurde, musste er in die Qualifikation. Bei den 4 Turnieren der WPBSA Qualifying School genügten insgesamt 4 Siege nicht und er musste auf der UK Tour spielen. Immerhin gelang ihm 1998 die Rückkehr auf die Main Tour. Dort hatte er gleich zu Beginn beim Grand Prix das Hauptturnier erreichte. Beim Thailand Masters erreichte er in der zweiten Saisonhälfte noch ein weiteres Mal die Runde der Letzten 64. Die anderen Ergebnisse waren durchwachsen, aber unter den Top 128 war er wieder nach seiner Rückkehr. 1999/2000 war die Runde der Letzten 128 bei der Weltmeisterschaft sein bestes Ergebnis und in der ersten Hälfte der Saison 2000/01 folgten Zweit- und Drittrundenergebnisse. Bei den Scottish Open 2001 gelang ihm schließlich sein bestes Karriereergebnis. Er kam mit dem Sieg über den Weltranglisten-30. Terry Murphy ins Hauptturnier, wo er gegen die Nummer 5 der Welt Stephen Lee mit 5:4 gewann und ins Achtelfinale einzog. Dort war aber Paul Hunter zu stark für ihn. Er war wieder nahe an den Top 100 aber sofort folgte wieder eine schwache Saison mit nur 4 Erstrundensiegen. Und der Rückschritt bedeutete auch zum zweiten Mal den Verlust des Profistatus.
2002/03 versuchte er über die vier Turniere der Challenge Tour die Rückkehr zu schaffen, aber erst im letzten Turnier kam er in Fahrt und das Halbfinalergebnis kam zu spät. In der folgenden Tour knüpfte er aber an die Leistung an und mit einem Viertelfinale und zwei weiteren Achtelfinals qualifizierte er sich als einer der 16 Tourbesten für ein weiteres Main-Tour-Jahr. Die Saison 2004/05 ließ sich ganz erfolgreich an. Bei der UK Championship erreichte er die Runde der Letzten 64 und auch beim Malta Cup schaffte er dieses Ergebnis. Bei zwei weiteren Turnieren bekam er ebenfalls noch Punkte. Bis zu den Top 64, die automatisch weiterqualifiziert waren, fehlte noch ein großes Stück, aber über die Einjahreswertung sicherte er sich trotzdem dem Tourverbleib. Dann verlor McDonnell aber 2005/06 alle Auftaktspiele, er verlor wieder seinen Main-Tour-Platz und gab daraufhin mit 35 Jahren seine Profikarriere auf.

## Erfolge
Ranglistenturniere:
- Achtelfinale: Scottish Open (2001)
- Runde der Letzten 32: UK Championship (1991), Dubai Classic (1992)

Qualifikationsturniere:
- Halbfinale: Challenge Tour (2003 – Turnier 4)